# 孙德清
孙德清（1904年—1932年5月），原名孙以惊，又名孙一中，安徽寿县人，中国工农红军将领。

## 生平
1924年，孙德清毕业于黄埔军校第一期，参加国民革命军东征战役，任第一军三师九团三营八连连长。1925年7月，经曹渊和曹石泉介绍加入中国共产党。
1926年9月，孙德清调叶挺独立团任第一营营长，参加北伐战争。1927年初，孙德清任二十四师七十五团一营营长，参加南昌起义，后升任第十一军二十五师七十五团团长。1927年冬，南昌起义部队主力溃散后，孙德清到国民革命军第三十三军柏文蔚部从事兵运工作；1928年初，任三十三军学兵团团长和党的特别支部书记。1929年9月，到洪湖根据地。1930年2月，任中国工农红军第六军军长。1930年7月，任中国工农红军第二军团参谋长，后兼红二军军长，参与指挥攻克石首、监利、沔阳、潜江等县城的战斗。1931年3月，任红三军参谋长兼第七师师长，参与开辟鄂西北根据地，先后参与指挥黄陵矶、文家墩等战斗。1932年5月，被夏曦以“改组派”罪名杀害于洪湖瞿家湾。
1945年，中国共产党第七次全国代表大会上，恢复孙德清名誉和党籍，追认为革命烈士。1986年9月，洪湖市党政机关和广大人民为纪念孙德清，在当年湘鄂西省政府所在地瞿家湾孙德清殉难处建立纪念碑。